# Leucodon radicalis
Leucodon radicalis är en bladmossart som beskrevs av Zhang Man-xiang in Li Xing-jiang och Zhang Man-xiang 1983. Leucodon radicalis ingår i släktet Leucodon och familjen Leucodontaceae. Inga underarter finns listade i Catalogue of Life.